# Kaiserslautern
Kaiserslautern je německé průmyslové a univerzitní město na severozápadním okraji Falckého lesa na jihu spolkové země Porýní-Falc. Žije zde přibližně 101 tisíc obyvatel.

## Historie
V okolí Kaiserslauternu je prokázáno osídlení už v neolitu; kultura s lineární keramikou 6./5. století před naším letopočtem. Dokázáno je i pozdější římské osídlení. V roce 830 je zmiňováno v urbáři panství Lörscher jako Villa Luthra (staroněmecky luttar čistý, jasný a aha voda, řeka). Po roce 1152 zde císař Friedrich I. Barbarossa měl jeden ze svých hradů, proto má dnes město přezdívku Barbarossastadt. O sto let později, v roce 1276 Kaiserslauternu udělil Rudolf Habsburský městská práva. V roce 1375 připadlo město k oblasti Kurpfalz a později se stalo jejím správním centrem.
Po roce 1571 vybudoval Johann Kazimír Falcký blízko původního Barbarossaburgu svůj zámek. Během třicetileté války bylo město několikrát dobyto a obsazeno. V roce 1688 bylo poškozeno během války o falcké nástupnictví a následné Války o dědictví španělské v roce 1703. Od roku 1793 až do roku 1815 byl Kaiserslautern i s okolím držen Francouzi. Hrad i zámek byly zničeny v roce 1713. Po roce 1816 připadla oblast až do roku 1918 Bavorsku.
Po roce 1850 nastal průmyslový rozvoj. Díky firmám jako je například Pfaff se město stalo důležitým centrem falckého průmyslu.

### 20. století
Po první světové válce zůstal Kaiserslautern pod francouzskou správou až do roku 1930.
Za druhé světové války bylo město od roku 1940 neustále ohrožováno spojeneckými nálety a obyvatelstvo muselo být mnohokrát evakuováno. Při velkých bombardováních v letech 1944 a 1945 byl Kaiserslautern těžce poškozen. Americká armáda téměř bez odporu obsadila město 20. března 1945.
V poválečném období byly v oblasti umístěny americké jednotky, velikostí jedny z největších mimo území USA. V současnosti je v Kaiserslauternu a okolí dislokováno téměř 30 000 příslušníků americké armády a 18 000 civilních zaměstnanců (město často nazývají K-Town). Společně se základnou Ramstein (10 km západně) a Ramstein-Miesenbach tvoří Kaiserslautern Military Community největší mimoamerickou vojenskou základnu americké armády.
Slučováním města s okolními obcemi se Kaiserslautern stal v roce 1969 velkoměstem a o rok později zde vznikla Technická univerzita.

## Sport
Ve městě sídlí fotbalový klub 1. FC Kaiserslautern a konalo se zde MS ve fotbale 2006.

## Partnerská města
- Davenport, Iowa, USA, od 10. června 1960
- Douzy, Francie, 1967
- Saint-Quentin, Francie, 1967
- Newham, Velká Británie, 1974
- Bunkyo-ku, Japonsko, 1988
- Pleven, Bulharsko, 1999
- Columbia, USA, 2000
- Silkeborg, Dánsko, 2000
- Guimarães, Portugalsko, 2000
- Banja Luka, Bosna a Hercegovina, 2003